# Dekanat Warwick
Dekanat Warwick – jeden z 18 dekanatów rzymskokatolickiej archidiecezji Birmingham w Wielkiej Brytanii. W jego skład wchodzi 11 parafii.

## Lista parafii
| Lp. | Miejscowość          | Parafia                                                 | Kościół                                                           | Grafika |
| --- | -------------------- | ------------------------------------------------------- | ----------------------------------------------------------------- | ------- |
| 1   | Lillington           | Parafia Najświętszej Maryi Panny                        | Kościół Najświętszej Maryi Panny w Lillington                     |         |
| 2   | Wooton Wawen         | Parafia Najświętszej Maryi Panny i św. Benedykta        | Kościół Najświętszej Maryi Panny i św. Benedykta w Wooton Wawen   |         |
| 3   | Southam              | Parafia Najświętszej Maryi Panny i św. Wulstana         | Kościół Najświętszej Maryi Panny i św. Wulstana w Southam         |         |
| 4   | Wappenbury           | Parafia św. Anny                                        | Kościół św. Anny w Wappenbury                                     |         |
| 5   | Hampton-on-the-Hill  | Parafia św. Karola Boromeusza                           | Kościół św. Karola Boromeusza w Hampton-on-the-Hill               |         |
| 6   | Baddesley Clinton    | Parafia św. Franciszka z Asyżu                          | Kościół św. Franciszka z Asyżu w Baddesley Clinton                |         |
| 7   | Kenilworth           | Parafia św. Franciszka z Asyżu                          | Kościół św. Franciszka z Asyżu w Kenilworth                       |         |
| 8   | Stratford upon Avon  | Parafia św. Grzegorza Wielkiego                         | Kościół św. Grzegorza Wielkiego w Stratford upon Avon             |         |
| 9   | Whitnash             | Parafia św. Józefa                                      | Kościół św. Józefa w Whitnash                                     |         |
| 10  | Warwick              | Parafia Niepokalanego Poczęcia Najświętszej Maryi Panny | Kościół Niepokalanego Poczęcia Najświętszej Maryi Panny w Warwick |         |
| 11  | Royal Leamington Spa | Parafia św. Piotra Apostoła                             | Kościół św. Piotra Apostoła w Leamington Spa                      |         |